# Réotier
Réotier település Franciaországban, Hautes-Alpes megyében. Lakosainak száma 213 fő (2022. január 1.). Réotier Champcella, Châteauroux-les-Alpes, Eygliers, Guillestre, Saint-Clément-sur-Durance és Saint-Crépin községekkel határos.

## Népesség
A település népessége az elmúlt években az alábbi módon változott:
| Lakosok száma | 163  | 128  | 136  | 178  | 202  | 193  | 200  | 209  | 209  | 213  |
|               | 1968 | 1982 | 1990 | 2006 | 2013 | 2015 | 2017 | 2019 | 2020 | 2022 |